# Andria (cognome)
Andria è un cognome di lingua italiana.

## Varianti
Andriani, Andrisani, Andrisano, D'Andria.

## Origine e diffusione
Cognome tipicamente puglia, è presente anche in Campania.
Accentato Àndria, potrebbe derivare dal toponimo Andria. Non va confuso con Andrìa, variante del cognome Andrei.
Le varianti Andrisani e Andrisano coprono il medesimo areale.

## Persone
- Alfonso Andria – politico italiano
- Generoso Andria – politico italiano
- Niccolò Andria – medico italiano